# Надзвичайні заходи (1927—1928)
Надзвичайні заходи (1927—1928) — серія силових заходів радянського уряду в галузі хлібозаготівель, спрямованих на злам нової економічної політики.
Під час першого комуністичного штурму 1918—20 радянська держава під виглядом націоналізації обернула на свою власність так звані командні висоти — промисловість, транспорт, банки. Однак спроби поставити під державний контроль сільське господавство шляхом його комунізації провалилися. Так само провалилася спроба встановити посівну розкладку на доповнення продовольчої. Перехід до непу означав, що держава визнала право власності селян на засоби виробництва в сільському господарстві. Цим самим вона зобов'язалася задовольняти потреби «командних висот» економіки в продовольстві та с.-г. сировині шляхом закупівель їх на ринку по цінах, що визначалися балансуванням попиту й пропозиції. Це означало, що держава свідомо йшла на ризик відмови с.-г. виробників від продажу продукції, якщо останні вважатимуть закупівельні ціни невигідними для себе.
Непівська «змичка» міста й села якісно відрізнялася від нормального ринку. Держава мала можливість визначати рівень закупівельних цін, тому що була монополістом у придбанні селянського хліба. Таке ж становище у виробництві промислових товарів давало змогу їй завищувати відпускні ціни. Штучно створюваний перепад у цінах на промислові й с.-г. товари дістав промовисту назву — «ножиці цін». За допомогою такого ціноутворення на користь держави «відстригалося» до половини реальних доходів селян від реалізації продукції на ринку.

## Курс на індустріалізацію
Після того, як радянський уряд взяв курс на індустріалізацію, ринкова рівновага почала руйнуватися. Хоча в країні почалася інфляція, заготівельні ціни на хліб трималися на попередньому рівні. Зібравши врожай 1927, селяни відмовилися продавати його за невигідними для них цінами. Запаси хліба в держави швидко вичерпалися, у країні спалахнула хлібозаготівельна криза.
Тим часом у політбюро ЦК ВКП(б) продовжувалася боротьба за лідерство. Використовуючи прерогативи генерального секретаря ЦК ВКП(б), Й.Сталін подбав про те, щоб периферійні парткоми обрали на черговий з'їзд у грудні 1927 делегатів, які влаштовували його особисто. XV з'їзд ВКП(б) виправдав сподівання сталінської команди і виключив з партії всіх активних діячів троцькістсько-зінов'євської опозиції. Коли Й.Сталін упевнився, що контролює не тільки апарат, а й вище керівництво партії, він почав ініціювати надзвичайні заходи в сільському господарстві, які приводили до зламу непу. За 5 днів до закінчення роботи з'їзду, 14 грудня 1927 до партійних організацій хлібозаготівельних районів СРСР надійшла телеграфна директива політбюро ЦК ВКП(б): «Вжити організаційних заходів згори донизу, спрямованих на посилення завезення хліба з боку селянства». Це була перша з 1921 партійна директива, в якій пропонувалися силові заходи для розв'язання економічної проблеми.

## Боротьба з «куркулями»
У грудні 1927 — січні 1928 було прийнято низку додаткових постанов ЦК ВКП(б), відповідно до яких почалося здійснення надзвичайних заходів. Влада знову почала використовувати поняття «куркуль», яке не вживалося в законодавстві і в пропаганді від часу завершення зрівняльного поділу землі (в Україні — з 1923). У січні 1928 відбувся масовий виїзд керівників партійних комітетів, аж до Центрального, у сільську «глибинку» з метою посилення хлібозаготівель. ЦК ВКП(б) звернувся до них 14 січня спеціальною директивою за підписом Й.Сталіна, в якій обстановка, що склалася, і передусім зростання цін пояснювалися тим, що «приватник і куркуль використали добросердя і забарність наших організацій, прорвали фронт на хлібному ринку і створили в селян вичікувальні настрої». Директива вимагала арештовувати «спекулянтів, куркульчиків та інших дезорганізаторів ринку і політики цін, негайно віддавати їх під суд, не обтяжувати судові процеси зайвими формальностями».
В Україні з допомогою надзвичайних заходів у січні—лютому 1928 було заготовлено 70 млн пудів хліба. Хлібозаготівельну кризу було подолано силовими засобами. Й.Сталін, однак, розумів: варто було селянам усвідомити, що повертається продрозкладка 1919—20, і вони б негайно обмежилися виробленням продукції тільки для власного споживання. Тому генсек поспішив заспокоїти село. У його циркулярі від 13 лютого 1928 з притиском підкреслювалося: «Розмови про те, що ми нібито скасовуємо неп, запроваджуємо продрозкладку, розкуркулювання і т. д. є контрреволюційним базіканням».
Проте Й.Сталін мав намір розв'язати аграрно-селянську проблему радикально. Селянина треба було позбавити можливості вирішувати, скільки йому сіяти для власних потреб і на продаж. Коли генсек, як і всі інші члени політбюро ЦК ВКП(б), виїхав у січні 1928 в сільську місцевість, то перед партпрацівниками Сибіру він виклав таку програму дій: зажадати від куркулів негайної здачі всіх надлишків хліба за державними цінами, а в разі відмови вжити надзвичайних заходів і конфіскувати надлишки; у найближчі 3—4 роки провести часткову колективізацію сільського господарства; слідом за частковою провести суцільну колективізацію.